# Vectisuchus
Vectisuchus — рід гоніофолідідів мезоевкрокодилових, відомих із ранньокрейдової групи Велден на острові Вайт, Англія. Це був малий рибоїдний крокодиломорф з вузькою витягнутою мордою і відносно довгими передпліччями. Типовий екземпляр, SMNS 50984, був знайдений у 1977 році. Коли його виявили, він був повним і повернутий правою стороною, але задня частина була втрачена під час розкопок. Vectisuchus був описаний у 1980 році. Типовим видом є V. leptognathus.